# Aspilota poiarkovi
Aspilota poiarkovi är en stekelart som beskrevs av Sergey A. Belokobylskij 2007. Aspilota poiarkovi ingår i släktet Aspilota och familjen bracksteklar. Inga underarter finns listade.